# 严佑民
严佑民（1918年—2001年），陕西省澄城县寺前镇东街村人，中华人民共和国政治人物。

## 生平
幼年丧父，由寡母抚育成人。1934年入陕西华县咸林中学学习，1935年10月在咸林中学入党。1937年4月参加中国工农红军，任陕西云阳红军前敌总指挥部总政宣传干事。抗日战争时期，在延安抗日军政大学、陕北公学学习，分配到鄂豫皖区党委下的舒城县委书记，津浦路西区党委定凤怀中县县委委员兼定远县民运部部长，凤阳县委组织部长，怀远合巢县委书记兼总队政委等职。1940年5月至6月在广兴集一带开展党的工作，任中共合肥县委书记；1941年7月至10月再任合肥县委书记。1942年11月起从事公安工作，历任皖江行署公安局副局长，皖中军区锄奸部部长。
第二次国共内战期间，任辽宁第三地委（抚顺市）委员兼社会部部长，抚顺市公安局局长，中共吉林市委委员兼社会部部长，中共牡丹江省委委员兼社会部部长，牡丹江省公安处处长，中共东北铁路总局党委委员，东北铁路公安处处长，东北铁路公安局局长，东北铁路公安总队总队长兼政委、总队党委书记等职。是小说《林海雪原》中阎部长的原型。
中华人民共和国成立后，担任中央内卫第四师政委兼党委书记，公安十二师政委兼党委书记；公安部交通保卫局副局长、局长；公安部副部长、党组成员；国务院内务办公室副主任，中共中央政法小组成员，中央政法机关党委书记。。
1967年10月，內務部有人寫大字報，揭發內務部長問題。嚴佑民為證明內務部長沒有政治問題，經謝富治和汪東興批准，派孫宇亭二人到中央檔案館查看有關檔案，摘抄了毛澤東等圈閱過的電報。孫被認為是盜竊機密，由謝富治、吳法憲、汪東興對其進行三堂會審，後牽涉到严佑民。
1968年3月12日，被關入秦城监狱。1975年，恢复公安部副部长职位。1977年，任中共上海市委书记，并兼任上海市人大常委会主任。1981年，调任中共安徽省委书记兼省纪委第一书记。留有自传《公安战线五十年: 一位副部长的自述》。